# I Muvrini

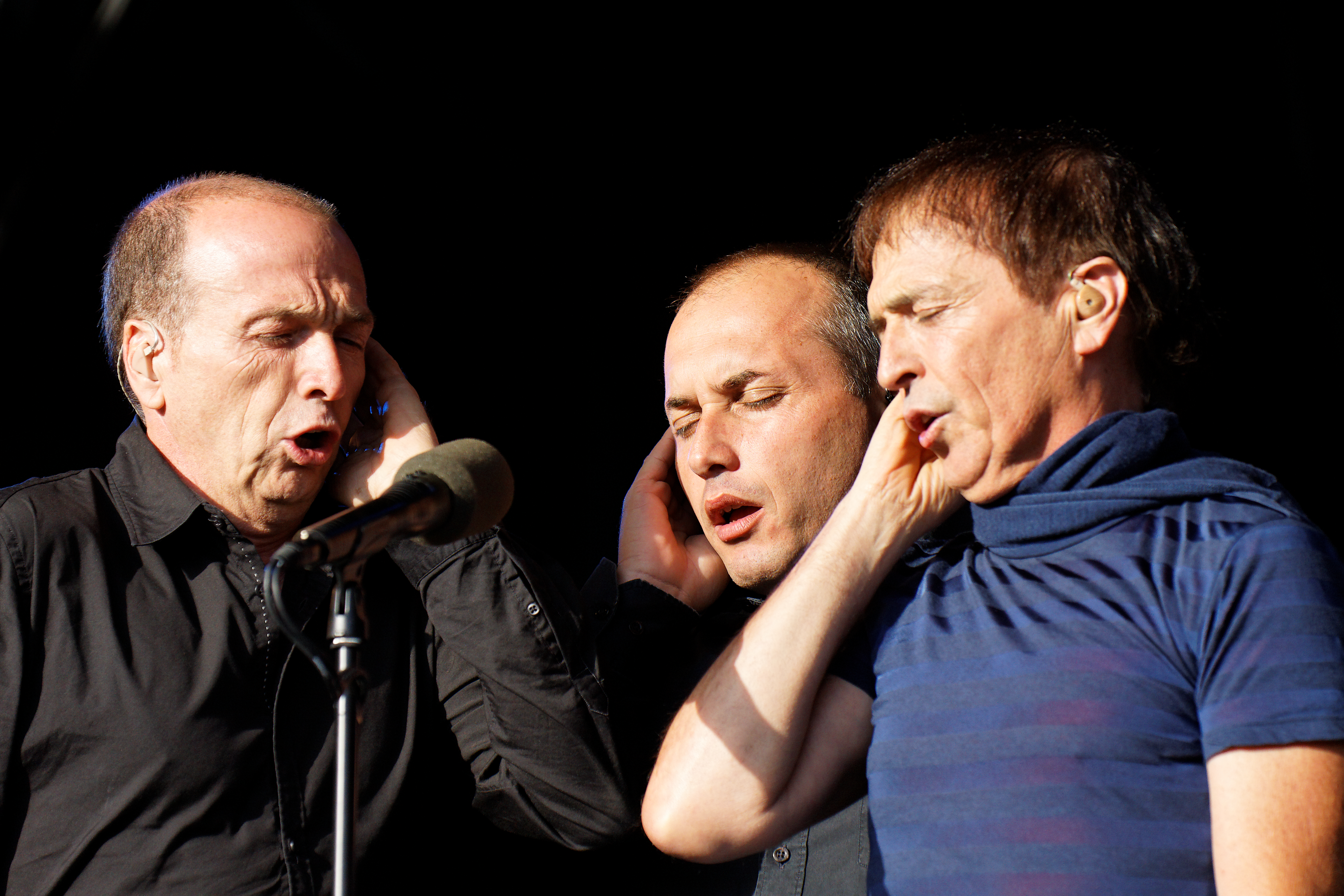
I Muvrini (2011)

I Muvrini ist die bekannteste Musikgruppe Korsikas. Sie wurde 1977 gegründet und besteht aus den Brüdern Alain Bernardini, Jean-François Bernardini und weiteren Musikern. Das erste Album der Gruppe erschien 1979.

## Werdegang
I Muvrini (korsisch für „Die Mufflons“) stehen in der Tradition der korsischen Volksmusik, besonders der mehrstimmigen Paghjella; als Begleitung nutzen sie Klavier, Dudelsack, Gitarre, Geige, Drehleier, Keyboards und Schlagzeug. Die Gruppe singt überwiegend auf Korsisch und Französisch.
Die Brüder Bernardini stammen aus dem Dorf Taglio-Isolaccio in der Castagniccia im Nordosten der Insel aus einer bekannten Musikerfamilie. Sie standen unter anderem mit Sting, Stephan Eicher und dem französischen Rapper MC Solaar auf der Bühne und arbeiteten mit internationalen Interpreten der Folkszene, Laïs (Belgien), Lluís Llach (Spanien) und Pyx Lax (Griechenland) zusammen. 2007 traten sie im Rahmen der Nokia Night of the Proms auf. Die Gruppe engagiert sich seit geraumer Zeit auch politisch und mit sozialen Projekten, wie beispielsweise mit der Gründung einer Korsika-Stiftung.

## Diskografie

### Alben
| Jahr | Titel                          | Höchstplatzierung, Gesamtwochen, AuszeichnungChartplatzierungen (Jahr, Titel, Platzierungen, Wochen, Auszeichnungen, Anmerkungen) | Höchstplatzierung, Gesamtwochen, AuszeichnungChartplatzierungen (Jahr, Titel, Platzierungen, Wochen, Auszeichnungen, Anmerkungen) | Anmerkungen                              |
| Jahr | Titel                          | FR | CH | Anmerkungen                              |
| ---- | ------------------------------ | --- | --- | ---------------------------------------- |
| 1995 | Curagiu                        | FR43 Gold · (2 Wo.)FR | — | Erstveröffentlichung: 16. Juni 1995      |
| 1996 | I Muvrini à Bercy              | FR33 Gold · (6 Wo.)FR | — |                                          |
| 1998 | Leia                           | FR18 ×2Doppelgold · (19 Wo.)FR | — |                                          |
| 2002 | Umani                          | FR9 Gold · (51 Wo.)FR | CH48 (8 Wo.)CH |                                          |
| 2005 | Alma                           | FR10 Gold · (17 Wo.)FR | CH62 (4 Wo.)CH | Erstveröffentlichung: 18. September 2005 |
| 2006 | Live                           | FR186 (1 Wo.)FR | — | Erstveröffentlichung: 17. November 2006  |
| 2007 | I Muvrini et Les 500 Choristes | FR21 Gold · (36 Wo.)FR | CH45 (8 Wo.)CH | Erstveröffentlichung: 16. November 2007  |
| 2010 | Gioia                          | FR6 Gold · (28 Wo.)FR | CH26 (7 Wo.)CH | Erstveröffentlichung: 5. März 2010       |
| 2011 | Live Olympia 2011              | FR116 (6 Wo.)FR | — | Erstveröffentlichung: 15. Juli 2011      |
| 2012 | Imaginà                        | FR9 (15 Wo.)FR | CH31 (5 Wo.)CH | Erstveröffentlichung: 18. Juni 2012      |
| 2013 | Best of 3CD                    | FR160 (3 Wo.)FR | — | Erstveröffentlichung: 12. Juli 2012      |
| 2015 | Invicta                        | FR18 (24 Wo.)FR | CH23 (9 Wo.)CH | Erstveröffentlichung: 27. März 2015      |
| 2016 | Pianetta                       | FR141 (3 Wo.)FR | CH57 (3 Wo.)CH | Erstveröffentlichung: 9. Dezember 2016   |
| 2017 | Luciole                        | FR35 (6 Wo.)FR | CH43 (2 Wo.)CH | Erstveröffentlichung: 22. September 2017 |
| 2019 | Portu in core                  | FR45 (10 Wo.)FR | CH25 (7 Wo.)CH | Erstveröffentlichung: 18. Oktober 2019   |
| 2022 | Piu forti                      | FR55 (4 Wo.)FR | — | Erstveröffentlichung: 3. Juni 2022       |

Weitere Studioalben
- 1979: Ti Ringrazianu
- 1984: E campà quì
- 1985: lacrime
- 1987: A l’encre rouge
- 1988: Pe l’amore di tè
- 1989: Anu Da Vulta
- 1989: Quorum
- 1991: A voce rivolta
- 1993: Noi
- 2000: Pulifunie
- 2000: A strada (FR: Gold)

### Singles (Auswahl)
| Jahr | Titel Album      | Höchstplatzierung, Gesamtwochen, AuszeichnungChartsChartplatzierungen (Jahr, Titel, Album, Platzierungen, Wochen, Auszeichnungen, Anmerkungen) | Anmerkungen |
| Jahr | Titel Album      | FR | Anmerkungen |
| ---- | ---------------- | --- | ----------- |
| 1998 | Terre d’oru Leia | FR36 (15 Wo.)FR | feat. Sting |